# Дифизола (Козенца)
Дифизола је насеље у Италији у округу Козенца, региону Калабрија.
Према процени из 2011. у насељу је живело 162 становника. Насеље се налази на надморској висини од 155 м.